# Phaeocedus hebraeus
Phaeocedus hebraeus är en spindelart som beskrevs av Levy 1999. Phaeocedus hebraeus ingår i släktet Phaeocedus och familjen plattbuksspindlar.
Artens utbredningsområde är Israel. Inga underarter finns listade i Catalogue of Life.